# Уклети Хатавејеви
Уклети Хатавејеви (енгл. The Haunted Hathaways) је амерички играни ситком направљена од стране Роберта Пипока, премијерно приказан на Никелодиону 13. јула 2013. године. Серија обухвата две сезоне са укупно 48 епизода. Главне улоге у серији тумачили су: Амбер Монтана, Кертис Харис, Бенџамин Флорес Јр., Бријана Иди, Џинифер Кинг и Чико Бењимон.
У Србији, Црној Гори, Републици Српској и Републици Македонији серија је премијерно приказана 25. маја 2014. године на каналу Никелодион, синхронизована на српски језик. Од 7. октобра 2018. године синхронизација се емитује и на каналу Вавум. Уводна шпица је такође синхронизована. Српска синхронизација нема ДВД издања.

## Радња
Серија говори о мајци по имену Мишел Хатавеј, која се са своје  две ћерке, Тејлор  и Френки,  сели у Њу Орлеанс, где отвара своју пекару. Откривају да у  кући већ живе три духа, Реј Престон и његова два сина, Мајлс и Луи. Две породице уче како да живе једни са другима и решавају свакодневне проблеме заједно.

## Епизоде
| Сезона | Сезона | Епизоде | Премијерно приказивање (САД) | Премијерно приказивање (САД) | Премијерно приказивање (Србија) | Премијерно приказивање (Србија) |
| Сезона | Сезона | Епизоде | Прва епизода                 | Последња епизода             | Прва епизода                    | Последња епизода                |
| ------ | ------ | ------- | ---------------------------- | ---------------------------- | ------------------------------- | ------------------------------- |
|        | 1      | 26      | 13. јул 2013.                | 31. мај 2014.                | 25. мај 2014.                   | 7. април 2015.                  |
|        | 2      | 22      | 28. јун 2014.                | 5. март 2015.                | 1. април 2015.                  | 2017.                           |

## Ликови
- Тејлор Хатавеј је тинејџерка која воли да се дружи са пријатељицама и са Мајлсом. Чланица је школских навијачица.
- Мајлс Престон је дух који је плашљив и не воли да плаши људе. Његова девојка је Мирабел.
- Луи Престон је дух који воли да плаши људе, али му баш и не иде. Обично се уместо у нешто страшно претвори у нешто смешно и нежно.
- Френки Хатавеј је девојчица која воли страшне и језиве ствари. Већина деце је се плаши, на пример зато што има у соби одрубљену луткину главу.
- Мишел Хатавеј је власница пекаре Пита на квадрат, која се налази испод њене куће. Стално покушава да побољша свој бизнис.
- Реј Престон је дух десетог нивоа. Воли да свира саксофон.

## Улоге
| Лик            | Глумац                |
| -------------- | --------------------- |
| Тејлор Хатавеј | Амбер Монтана         |
| Мајлс Престон  | Кертис Харис          |
| Луи Престон    | Бенџамин Флорес млађи |
| Френки Хатавеј | Бријана Иди           |
| Мишел Хатавеј  | Ђинифер Кинг          |
| Реј Престон    | Чико Бенјамон         |